# 江中楠
江中楠（？—1518年），號玉林，福建泉州府晉江縣人，明朝政治人物。

## 生平
萬曆十九年（1591年）辛卯科福建鄉試舉人。萬曆二十年（1592年），登壬辰科第三甲第二百三十九名進士，吏部觀政，二十二年順天府同考，十月授平乐府推官，二十五年廣東鄉試同考，二十七年升户部主事，二十八年陕西主考，三十年管禄米仓，升郎中，大同管粮，三十一年丁憂。三十四年補工部郎中，三十五年升肇庆府知府，三十九年升廣東副使，四十年丁憂。四十一年考察降用，四十四年補河南參議，四十六年卒。

## 家族
曾祖江復亨；祖父江潮，封南户部主事，贈郎中；父江萬頃，监生，封推官、主事。